# Aéroport international de Natal
L'aéroport international de Rio Grande do Norte/São Gonçalo do Amarante – Governador Aluizio Alves (code IATA : NAT • code OACI : SBSG) est un aéroport brésilien à São Gonçalo do Amarante, état de Rio Grande do Norte. Il dessert Natal et son aire métropolitaine.
L'aéroport est géré par le Consortium Inframérica

## Histoire
Il s'agit d'un nouveau complexe aéroportuaire près de Natal construit pour remplacer l'aéroport International Augusto Severo. 
Le 6 février 2012, Consortium Inframérica a également remporté la concession de Brasilia–Presidente Juscelino Kubitschek. L'aéroport a été ouvert pour les opérations le 31 mai 2014, lorsque les compagnies aériennes ont déplacé leurs opérations nationales vers la nouvelle installation. Les opérations internationales ont été déplacées quelques jours plus tard. L'aéroport est le premier aéroport du Brésil exploité par le secteur privé.

## Situation
| \| 200 km1:42 212 000 \| São Paulo-Guarulhos São Paulo-Congonhas Brasília Rio-Galeão Belo Horizonte Campinas Rio-Santos-Dumont Recife Porto Alegre Salvador Fortaleza Curitiba Florianópolis Belém Vitória Goiânia Manaus Navegantes |
| 200 km1:42 212 000 |

## Compagnies aériennes et destinations

### Passager
| Compagnies              | Destinations |
| ----------------------- | --- |
| Azul Brazilian Airlines | - Belém, - Belo Horizonte, - Campina Grande-J. Suassuna, - São Paulo/Campinas, - Fernando de Noronha, - Recife, - São Paulo/Congonhas En saison: - Bauru-Arealva (en), - Brasília, - Cascavel, - Presidente Prudente, - Ribeirão Preto (en), - São José do Rio Preto (en), - São Paulo/Guarulhos, - Uberlândia |
| Gol Airlines            | - Belo Horizonte, - Brasília, - Buenos Aires-Ezeiza, - Rio de Janeiro/Galeão, - Salvador de Bahia, - São Paulo/Congonhas, - São Paulo/Guarulhos En saison: São Paulo/Campinas, Curitiba, Goiânia, Porto Alegre                                                                                                 |
| LATAM Brasil            | Brasília, Fortaleza, Rio de Janeiro/Galeão, São Paulo/Guarulhos |
| TAP Air Portugal        | Lisbonne-H. Delgado |
| Voepass Linhas Aéreas   | Fernando de Noronha, Mossoró, Recife |

Édité le 15/06/2019  Actualisé le 31/12/2023

## Statistiques
Pour des raisons techniques, il est temporairement impossible d'afficher le graphique qui aurait dû être présenté ici.

Voir la requête brute et les sources sur Wikidata.
| Rang | Ville                 | Passagers | Compagnies                                                                      |
| ---- | --------------------- | --------- | ------------------------------------------------------------------------------- |
| 1    | São Paulo/Guarulhos   | 348 584   | Avianca Brazil, Azul brazilian Airlines, GOL Airlines, l'Amérique latine Brésil |
| 2    | Brasília              | 238 649   | Avianca Brazil, Azul brazilian Airlines, GOL Airlines, l'Amérique latine Brésil |
| 3    | Rio de Janeiro/Galeão | 229 793   | Azul brazilian Airlines, GOL Airlines, l'Amérique latine Brésil                 |
| 4    | Recife                | 69 423    | Azul brazilian Airlines, GOL Airlines                                           |
| 5    | Fortaleza             | 63 588    | Azul brazilian Airlines, GOL Airlines, l'Amérique latine Brésil                 |
| 6    | São Paulo/Campinas    | 52 080    | Azul brazilian Airlines, GOL Airlines                                           |
| 7    | São Paulo/Congonhas   | 36 176    | GOL Airlines, l'Amérique latine Brésil                                          |
| 8    | Belo Horizonte        | 25 270    | Azul brazilian Airlines, GOL Airlines, l'Amérique latine Brésil                 |
| 9    | Salvador de Bahia     | 23 840    | Azul brazilian Airlines, GOL Airlines                                           |
| 10   | Fernando de Noronha   | 14 477    | Azul Brazilian Airlines                                                         |

| Rang | Aéroport            | Passagers | Transporteurs           |
| ---- | ------------------- | --------- | ----------------------- |
| 1    | Lisbonne-H. Delgado | 36 926    | TAP Air Portugal, Hifly |
| 2    | Buenos Aires-Ezeiza | 6 681     | GOL Airlines            |
| 3    | Milan-Malpensa      | 4 690     | Meridiana               |
| 4    | Sal-A. Cabral       | 465       | TACV                    |